# Лонзе
Лонзе (њем. Lonsee) општина је у њемачкој савезној држави Баден-Виртемберг. Једно је од 55 општинских средишта округа Алб-Донау-Крајс. Према процјени из 2010. у општини је живјело 4.707 становника. Посједује регионалну шифру (AGS) 8425075.

## Географски и демографски подаци
Лонзе се налази у савезној држави Баден-Виртемберг у округу Алб-Донау-Крајс. Општина се налази на надморској висини од 564 метра. Површина општине износи 43,3 km². У самом мјесту је, према процјени из 2010. године, живјело 4.707 становника. Просјечна густина становништва износи 109 становника/km².

## Међународна сарадња
| Мјесто       | Држава               | Врста сарадње | Од    |
| ------------ | -------------------- | ------------- | ----- |
| Кингскерсвел | Уједињено Краљевство | партнерство   | 1989. |
| Шабри        | Француска            | партнерство   | 1977. |
| Извор        |                      |               |       |